# Castell i vila closa de Tarroja
El poble de Tarroja de Segarra, es troba en un coster, en la vall mitjana del Sió, que travessa el terme municipal en direcció SE-NW, i en la confluència d'aquest riu amb el torrent de Valls.

## Història
El lloc és esmentat ja el 1015 i apareix inicialment sota la forma «Turre Rubea», que donà la forma catalana Torroja, amb què es denomina el llinatge al qual el poble donà nom; en la documentació local posterior apareix també sota la forma «Terroja» o «Terrogie» i en la més tardana, «Tarroja», que ha prevalgut en el topònim. Pel que fa al lloc i al castell, el primer esment és de l'any 1040, en l'acta de consagració de Santa Maria de la Seu d'Urgell. Tarroja és un dels castells situats dins l'antic terme de Guissona que són propietat de la catedral. L'any 1044 Adelaida, esposa del vescomte de Girona Sunifred, donà el castell de Tarroja a la catedral d'Urgell però anys després apareix en mans de la família Torroja, dita també Solsona.
Quan Ecard Miró, casat amb Magència feu testament (1085) el castell apareix com a possessió familiar, que passà al fill, Bernat Ecard de Torroja. Aquest, en el seu testament del 1142, deixà part de la vila de Tarroja a Santa Maria de Solsona i la resta de la vila i el castell al seu fill Ramon. Entorn del 1167, era senyor de l'indret Ramon II de Torroja, casat amb Gaia de Cervera. Mort el 1195 Ramon II de Torroja i el seu successor Ramon III, el castell passà a la filla d'aquest últim, Agnès de Torroja, esposa del vescomte Ramon Folc de Cardona, el 1227. Des d'aleshores la població fou de la jurisdicció del poderós llinatge dels Cardona.
L'any 1269, en la disputa entre el rei Jaume I i el vescomte de Cardona i altres nobles, la vila de Tarroja va ser compromesa com a garantia. Aquest mateix any, Ramon de Cardona donava als pobladors de la vila diverses franqueses. Tarroja fou dels Cardona i dels seus successors fins a senyors fins a l'abolició dels senyorius jurisdiccionals al segle xix.

## Arquitectura
La defensa de la població s'efectuà amb una muralla que l'encerclava de la qual encara en resta algun testimoni. Al sud, un portal amb arc de mig punt fet de dovelles ben treballades. Al nord, un altre portal semblant, amb les dovelles centrals enfonsades. Les noves construccions han fet que solament restin els dos arcs i de les dues portes i el traçat urbà com a evidències de la vila closa nascuda en un estratègica cruïlla de camins. Vora l'església parroquial de Sant Salvador hi ha un edifici de planta quadrangular que es devia bastir el segle xviii aprofitant una construcció anterior. La paret exterior del mur meridional conserva un parament de 4 m d'alçària fet de carreus allargats i s'hi obren una finestra espitllerada i una portalada adovellada d'arc de mig punt ara tapiada, lleugerament enlairada, aproximadament 1 m per sobre del terra actual damunt la qual es bastí el campanar. Les portes de la vila són clarament baixmedievals. Les restes de l'edifici poden correspondre una construcció del segle xiii. Potser una fortificació o castell aixecat al mig del nucli urbà.
Coetani a la construcció de la muralla podria ser el pont de pedra d'un sol arc d'una amplada d'uns 3 m encarat a la porta de migjorn sobre el riu Sió si bé l'estructura que en resta deu correspondre a una refacció postmedieval.